# Arcibiskupský palác (Záhřeb)
Arcibiskupský palác v Záhřebu (chorvatsky Nadbiskupski dvor u Zagrebu) je historická budova, sídlo záhřebských arcibiskupů. Nachází se v historické části Záhřebu, zvané Kaptol, v těsném sousedství katedrály Nanebevzetí Panny Marie, sv. Štěpána a Ladislava.
V nejzápadnějším křídle paláce se nachází Muzeum blahoslaveného Aloysia Stepinace.

## Historie

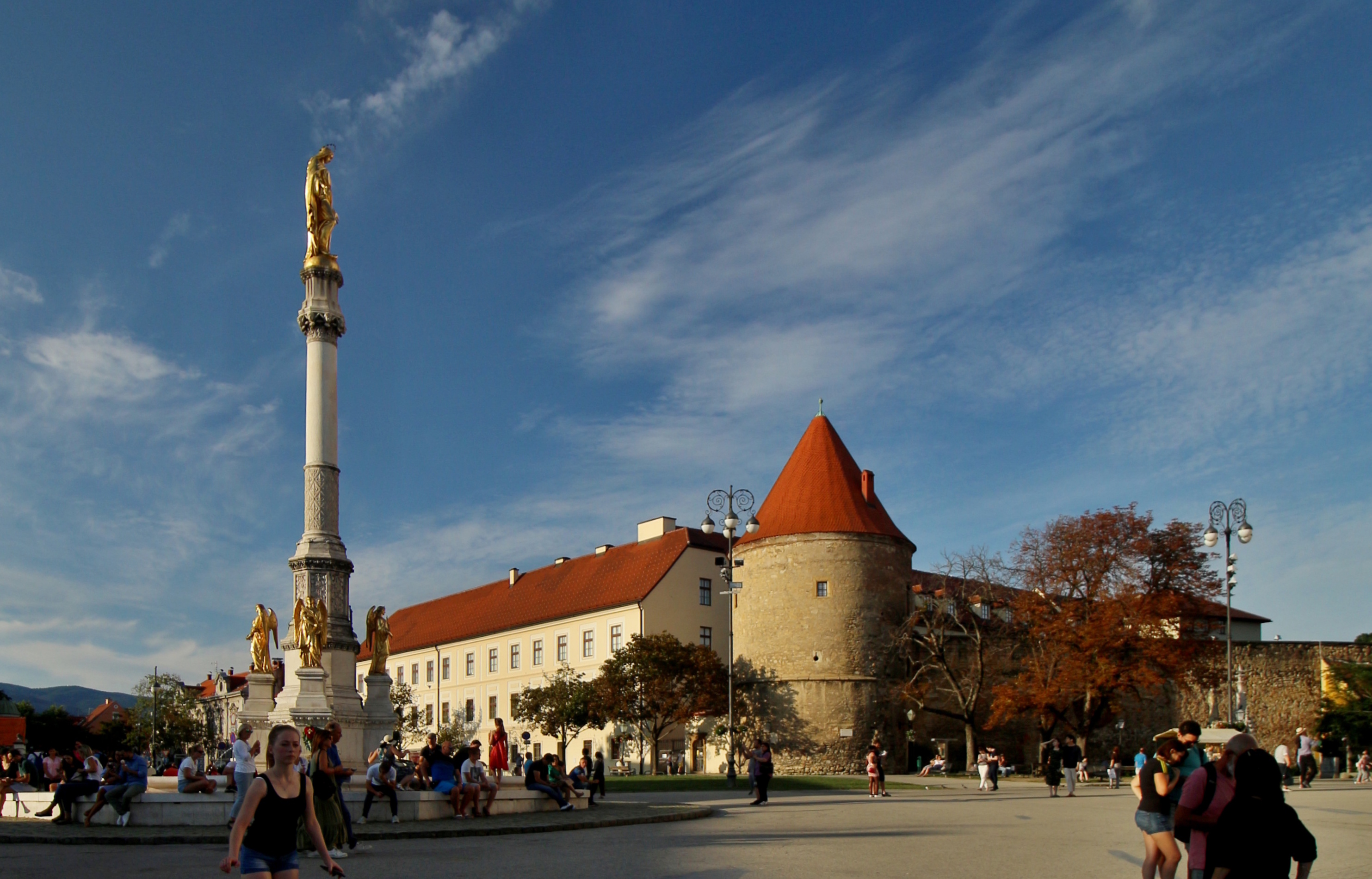
Jedna z kulatých věží starého opevnění Záhřebu, a náměstí Kaptol se sloupem Panny Marie a budova Arcibiskupského semináře.

Arcibiskupský palác vznikl spojením několika barokních budov, které byly po celé sjednoceny barokním průčelím. Uvnitř paláce se dochovala románská kaple ze 13. století zasvěcená sv. Štěpánu Prvomučedníkovi, která je zakomponována do budovy, a několik fresek z téže doby. Barokní budova paláce zcela obklopuje jižní a východní stranu katedrálního náměstí. Palác byl dokončen roku 1730, tedy v době, kdy zemi ohrožovaly výpady vojsk Osmanské říše. Je nejstarší budovou ve městě dochovanou v původní podobě. 
V rozích paláce jsou válcové věže z roku 1469 z původního opevnění. Je jich celkem pět, tři z nich jsou jako součást paláce zakomponovány do hmoty budovy a další dvě, které stojí poněkud osamoceně, v minulosti tvořily součást obranných hradeb.
Původní obranné opevnění bylo obehnané vodním příkopem, který byl později zasypán a část hradeb byla v 19. století zcela stržena. Na vzniklém prostoru severně od katedrály byl vytvořen veřejný park Ribnjak a náměstí s množstvím soch, mezi nimi např. alegorie „Skromnosti“ od chorvatského mistra Antuna Augustinčiće (1900–1979).
V ulici Kaptol č. 18 na samém severozápadním okraji parku se dochovala Prišlinova bašta (Prišlinova kula) jako součást původního opevnění z 15. století.